# Smolino (obwód niżnonowogrodzki)
Smolino (ros. Смолино) – osiedle typu miejskiego w Rosji, w obwodzie niżnonowogrodzkim, w rejonie wołodarskim. W 2010 liczyło 2742 mieszkańców.